# 霍赫菲尔岑
霍赫菲尔岑是奥地利蒂罗尔州Kitzbühel的一个市镇。总面积32.7平方公里，总人口1131人，人口密度34.6人/平方公里（2005年）。